# Ivan Morović Maroth
Ivan Morović (14. i 15. stoljeće) hrvatski velikaš bio je ban Mačve, područja današnje sjeverozapadne Srbije s dijelom Srijema koji se tada nalazio u sastavu Hrvatsko-Ugarskog Kraljevstva. Bio je vlasnik posjeda Morović u Srijemu. Krajem 14. stoljeća dobiva valpovački posjed u slavonskoj Podravini, gdje na samom početku 15. stoljeća gradi utvrdu Walpo koja se, iako više puta pregrađivana, sačuvala do danas i dio je srednjovjekovno-baroknog kompleksa dvorca Prandau-Normann u Valpovu. U srednjovjekovnoj kuli u sklopu dvorca do danas je sačuvan reljefni kameni grb velikaške obitelji Morović, a okružuje ga zmaj.
Ivan Morović bio je jedan od prvih članova Katoličkog "Zmajeva reda", tj. vitezova zmajonosaca kralja Žigmunda Luksemburškog, pa je zmaj ovijen oko obiteljskog grba znak pripadnosti tome redu.